# Parafia św. Marcina w Grębocicach
Parafia św. Marcina w Grębocicach – parafia rzymskokatolicka we wsi Grębocice, należąca do dekanatu Głogów – św. Mikołaja diecezji zielonogórsko-gorzowskiej, metropolii szczecińsko-kamieńskiej. Erygowana w 1366. Mieści się przy ulicy Kościelnej.

## Proboszczowie
Proboszczami w Grębocicach byli m.in.:
- Karol Kinne (1926–1953)[2]
- Ignacy Śliwa (od 4 maja 1956)
- Stanisław Zimny (30 października 1956 – 1976)
- Eugeniusz Golinowski (30 sierpnia 1976 – 1988)
- Jan Wójtowicz (25 sierpnia 1988 – 2005)
- Andrzej Skoczylas (1 sierpnia 2005 – 2013)
- Wojciech Ratajewski (17 sierpnia 2013 – 2022)
- Grzegorz Polowczyk (od 1 sierpnia 2022)